# Ameiurus catus
Espèce
Synonymes
Voir texte.
Statut de conservation UICN

 LC  : Préoccupation mineure
Le poisson-chat blanc (Ameiurus catus) est une espèce de poissons-chats de la famille des Ictaluridés originaire d'Amérique du Nord.

## Description
Les mâles peuvent atteindre jusqu'à 95 cm de longueur totale.

## Répartition géographique
Le poisson-chat blanc est originaire d'Amérique du Nord: des rivières côtières de l'Atlantique, de la
Floride à New York.

## Synonymes
- Amiurus catus (Linnaeus, 1758)
- Ictalurus catus (Linnaeus, 1758)
- Pimelodus catus (Linnaeus, 1758)
- Silurus catus Linnaeus, 1758